# Demansia
Demansia – rodzaj jadowitych węży z rodziny zdradnicowatych (Elapidae).

## Zasięg występowania
Rodzaj obejmuje gatunki występujące na Nowej Gwinei (Indonezja i Papua-Nowa Gwinea) i Australii.

## Systematyka

### Etymologia
- Demansia (Diemennia, Diemenia): J.E. Gray nie wyjaśnił znaczenia nazwy rodzajowej, A.C.L.G. Günther sugerował, że nazwa pochodzi od ang. Van Diemen’s Land (pol. Ziemia van Diemena) (obecnie Tasmania)[2][3].
- Elapocephalus: gr. ελλοψ ellops, ελλοπος ellopos (także ελοψ elops, ελοπος elopos) „rodzaj jakiegoś węża”[8]; -κεφαλος -kephalos „-głowy”, od κεφαλη kephalē „głowa”[9]. Gatunek typowy: Elapocephalus ornaticeps Macleay, 1878 (= Lycodon olivaceus J.E. Gray, 1842).

### Podział systematyczny
Do rodzaju należą następujące gatunki: 
- Demansia angusticeps (Macleay, 1888)
- Demansia calodera Storr, 1978
- Demansia cyanochasma Nankivell, Maryan, Bush & Hutchinson, 2023
- Demansia flagellatio Wells & Wellington, 1985
- Demansia olivacea (Gray, 1842)
- Demansia papuensis (Macleay, 1877)
- Demansia psammophis (Schlegel, 1837)
- Demansia quaesitor Shea, 2007
- Demansia reticulata (Gray, 1842)
- Demansia rimicola Scanlon, 2007
- Demansia rufescens Storr, 1978
- Demansia shinei Shea, 2007
- Demansia simplex Storr, 1978
- Demansia torquata (Günther, 1862)
- Demansia vestigiata (De Vis, 1884)